# Perielio

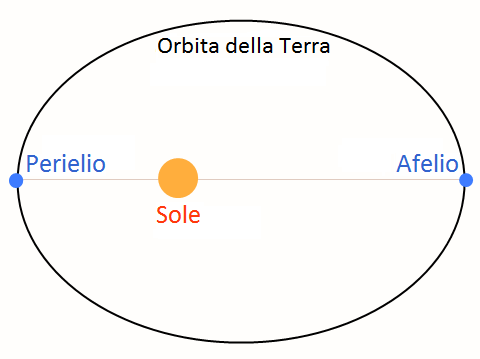
I punti di perielio e afelio attraversati dall'orbita della Terra

In astronomia, il perielio (dal greco περί perì "intorno", ἥλιος hḕlios "sole") è il punto di minima distanza di un corpo del Sistema solare (pianeta, asteroide, cometa, satellite artificiale, ecc.) dal Sole. È pertanto un apside. A seconda dell'eccentricità dell'orbita, la minima distanza corpo-sole e quella massima possono essere più o meno differenti dalla distanza media.
Per analogia, viene chiamato perielio anche l'analogo punto di minima distanza per un corpo (pianeta o una stella, ecc.) orbitanti attorno a una stella diversa dal Sole, anche se in tal caso si dovrebbe usare il termine periastro. Nel caso di un corpo orbitante attorno alla Terra si usa perigeo. Viceversa il punto di massima distanza è chiamato apogeo. La linea immaginaria che unisce afelio e perielio è detta linea degli apsidi.
La posizione angolare del perielio lungo l'orbita dei vari pianeti si sposta molto lentamente (di alcune decine o centinaia di secondi d'arco al secolo), a causa dell'interazione gravitazionale con gli altri pianeti: questo effetto si chiama precessione anomalistica o precessione del perielio.
La velocità precessionale di Mercurio è però significativamente maggiore di quella calcolata teoricamente in base alle leggi di Newton. Questa differenza fu spiegata da Albert Einstein come un effetto della teoria della relatività generale: ciò rappresentò una delle prime conferme sperimentali di questa teoria.
| Date dei perieli (UTC) | Date dei perieli (UTC) |
| Anno                   | Gennaio                |
| ---------------------- | ---------------------- |
| 2000                   | il 3 alle 05:19        |
| 2001                   | il 4 alle 08:53        |
| 2002                   | il 2 alle 14:10        |
| 2003                   | il 4 alle 05:03        |
| 2004                   | il 4 alle 17:43        |
| 2005                   | il 2 alle 00:36        |
| 2006                   | il 4 alle 15:31        |
| 2007                   | il 3 alle 19:44        |
| 2008                   | il 2 alle 23:52        |
| 2009                   | il 4 alle 15:31        |
| 2010                   | il 3 alle 00:10        |
| 2011                   | il 3 alle 18:33        |
| 2012                   | il 5 alle 00:33        |
| 2013                   | il 2 alle 04:39        |
| 2014                   | il 4 alle 12:00        |
| 2015                   | il 4 alle 06:37        |
| 2016                   | il 2 alle 22:50        |
| 2017                   | il 4 alle 14:19        |
| 2018                   | il 3 alle 05:36        |
| 2019                   | il 3 alle 05:21        |
| 2020                   | il 5 alle 07:49        |
| 2021                   | il 2 alle 13:52        |
| 2022                   | il 4 alle 06:56        |
| 2023                   | il 4 alle 16:19        |
| 2024                   | il 3 alle 00:40        |
| 2025                   | il 4 alle 13:29        |
| 2026                   | il 3 alle 17:17        |
| 2027                   | il 3 alle 02:34        |
| 2028                   | il 5 alle 12:29        |
| 2029                   | il 2 alle 18:15        |
| 2030                   | il 3 alle 10:14        |

## Perielio della Terra
Nel caso della Terra, il perielio dista circa 147 milioni di chilometri dal Sole, 2,5 milioni di chilometri meno della distanza media. La Terra vi transita nel mese di gennaio, mediamente 13 giorni dopo il solstizio d'inverno boreale. Nell'anno 2017 il perielio è stato raggiunto il 4 gennaio (14 UTC). Per le date e le ore nei vari anni, si veda la tabella a fianco.